# Klavdia Kudriashova
Klavdia Kuzminichna Kudriashova (en ruso: Клавдия Кузьминична Кудряшо́ва; Beli, krai del Cáucaso Norte, Unión Soviética, 13 de diciembre de 1925 - 16 de junio de 2012) fue una cantante de ópera soviética (mezzosoprano).
Condecorada Artista del pueblo de la URSS en 1970.
Nació en Beli, en el actual raión de Leningrádskaya del krai de Krasnodar de la Federación Rusa el 13 de diciembre de 1925. En su juventud fue a estudiar a Sochi, donde cantaba en el coro del palacio de los Pioneros de la ciudad. En 1946 se graduó en el Colegio de Música de Krasnodar. Trabajó como solista del Gran Teatro de Ópera y Ballet de Bielorrusia (Minsk. En 1960 se trasladó al Teatro de Ópera y Ballet de Perm. 
En la década de 1970 le fue publicado un disco bajo el sello Melodia (Мелодия) con grabaciones de arias con la orquesta del teatro Bolshói bajo el director Borís Jaikin. Fue elegida varias veces diputada del Consejo de Diputados del Óblast de Perm.

## Condecoraciones
- Artista de honor de la República Socialista Soviética de Bielorrusia (1954).
- Artista del pueblo de la República Socialista Soviética de Bielorrusia (1955).
- Orden de la Bandera Roja del Trabajo (, 1955).
- Orden de la Insignia de Honor (, 1967).
- Artista del pueblo de la URSS (, 1970.
- Ciudadano honorario del óblast de Perm (2002).